# キャサリン・ポッパー
キャサリン・ポッパー（Catherine Popper、1973年12月28日 - ）は、アメリカのベーシストにしてソングライター。ジェシー・マリン、ライアン・アダムス&カーディナルズ、グレイス・ポッター&ザ・ノクターナルズおよびジャック・ホワイトとの共演で知られている。ポッパーはまた、ノラ・ジョーンズおよびサーシャ・ドブソンとのプス・ン・ブーツというトリオのメンバーも務めている。

## 生い立ち
ポッパーはノースカロライナ州シャーロットで生まれ育った。9歳の時にアップライト・ベースを弾き始め、高校ではノースカロライナ芸術学校英語に通いクラシックのコントラバスについて学んだ。大学ではマンハッタン音楽学校でジャズ・ベースを学んだ。

## キャリア
2004年から2006年にかけて、ライアン・アダムスのバックバンド、ザ・カーディナルズと共にベースやダブルベースを演奏し、バックアップ・ボーカルを担当した。バンドのアルバムでは多くの曲においてソングライティングでクレジットされている。2009年からポッパーはグレイス・ポッター&ザ・ノクターナルズのツアー及び2010年8月にリリースされたバンドのセルフタイトルの5枚目のアルバム『Grace Potter and the Nocturnals』に参加した。このアルバムのプロデュースはマーク・バトソンが担当し、ビルボードのトップ200アルバムに19位で初登場した。2011年11月14日、フェイスブックの自身のページで「見通せる未来」のためにグレイス・ポッター&ザ・ノクターナルズを離れることを明らかにした。
2011年1月、『レイト・ショー・ウィズ・デイヴィッド・レターマン』に出演し、ジョセフ・アーサーと「Travel As Eauals」で共演した。2013年、ジョセフ・アーサーの10枚目のスタジオ・アルバム『The Ballad of Boogie Christ』収録の4曲で演奏した。
2012年5月、ジャック・ホワイトによる全員女性バンド、ザ・ピーコックスにブリン・デイヴィーズと交代で加入した。
2013年4月にマイク・ドーティーのクラウドファンディングで制作したアルバム『Circles Super Bon Bon...』に参加した。2013年10月16日から11月23日にかけて、ドーティーおよびドラマーのピート・ウィルホイトと共にアルバムの販促のためのツアーを行った。
2013年12月と2014年6月にザ・ガスライト・アンセムのブライアン・ファロン、プロウ・ユナイテッドのブライアン・マクギー、シザー・シスターズのランディ・リアルとともにモリー&ザ・ゾンビーズに参加した。グループはオンラインにて無料で5曲をリリースした。2015年からポッパーはジェシー・マリンのバックバンドでベース演奏とバックアップ・ボーカルを担当し、その後のマリンのリリース音源に参加。マリンのバンド、Dジェネレーションの2016年のアルバム『Nothing Is Anywhere』にも参加している。2016年7月にギター・センター・セッションでグレイス・ポッター&ザ・ノクターナルズに再加入し。

## ディスコグラフィ

### 参加アルバム
Hem
- Rabbit Songs (2001年)
- Eveningland (2004年)
- No Word From Tom (2006年)

ライアン・アダムス&ザ・カーディナルズ
- 『コールド・ローゼズ』 - Cold Roses (2005年)
- 『ジャクソンビル・シティ・ナイツ』 - Jacksonville City Nights (2005年)
- III/IV (2010年)

ウィリー・ネルソン
- Songbird (2006年)

レイチェル・ヤマガタ
- 『エレファンツ/ティース・シンキング・イントゥ・ハート』 - Elephants...Teeth Sinking Into Heart (2008年)

グレイス・ポッター&ザ・ノクターナルズ
- Grace Potter and the Nocturnals (2010年)

ジョセフ・アーサー
- The Ballad of Boogie Christ (2013年)

マイク・ドーティー
- Circles Super Bon Bon (2013年)

ジャック・ホワイト
- 『ラザレット』 - Lazaretto (2014年)

プス・ン・ブーツ
- 『ノー・フールズ、ノー・ファン』 - No Fools, No Fun (2014年)
- 『ディア・サンタ』 - Dear Santa (2019年) ※EP
- 『シスター』 - Sister (2020年)

レヴォン・ヘルム
- The Midnight Ramble Sessions Vol 3 (2014年)

ジェシー・マリン
- New York Before The War (2015年)
- Meet Me At The End Of The World (2017年)
- Sunset Kids (2019年)
- Lust for Love (2020年)

ブライアン・ファロン
- Painkillers (2016年)

Dジェネレーション
- Nothing Is Anywhere (2016年)

Bash And Pop
- Anything Could Happen (2016年)

She And Him
- Christmas Party (2016年)

舞台
- Head Over Heels Broadway cast recording (2018年)

映画およびテレビ
- Short Bus (2006年)
- Vinyl: Music From The HBO Original Series Vol 1 (2016年)
- The Only Living Boy in New York (2017年)
- The Irishman (2019年)
- Marvelous Miss Maisel (2019年)
- The Joker (2019年)